# Paronychia maccartii
Paronychia maccartii är en nejlikväxtart som beskrevs av Donovan Stewart Correll. Paronychia maccartii ingår i släktet prasselörter, och familjen nejlikväxter. Inga underarter finns listade i Catalogue of Life.